# Рябенко Владислав Маркович

## Біографія
Владислав Рябенко народився 18 березня 2003 року в місті Попасна, Луганська область, Україна. З 2011 року почав займатися футболом у ДЮСШ Попасна. У 2017 році продовжив навчання в ЛІФКС Кремінна, а з 2018 по 2021 рік навчався у Донецькому вищому училищі олімпійського резерву ім. С. Бубки у Бахмуті. У 2022 році завершив навчання в академії ФК «Кривбас» U-19.

## Клубна кар'єра
Першим професійним клубом Рябенка став ФК «Кривбас», за який він дебютував у 2022 році. У сезоні 2023/24 грав за ФК «Хуст» у Першій лізі України. У липні 2024 року приєднався до ФК «Тростянець», де став воротарем команди.

## Статистика матчів
| Сезон   | Клуб              | Ліга               | Матчі | Пропущені голи |
| ------- | ----------------- | ------------------ | ----- | -------------- |
| 2022    | ФК «Кривбас» U-19 | Молодіжна ліга     | 8     | 12             |
| 2023/24 | ФК «Хуст»         | Перша ліга України | 10    | 15             |
| 2024/25 | ФК «Тростянець»   | Друга ліга України | 6     | 7              |